# Marin Marais
Marin Marais (31. maj 1656 i Paris – 15. august 1728 i Paris) var en fransk gambist og komponist.

## Biografi
Marais blev født ind i beskedne kår som søn af skomageren Vincent Marais. Efter morens død i 1666 blev Marin kordreng i St. Germain-l'Auxerrois, hvor onkelen Louis Marais var kapellan. Orkesteret i denne kirke blev ledt af François Couperin "le Grand". Kendte medelever var Michel-Richard Delalande og Jean-Francois Lalouette, og sidstnævnte som var noget ældre end Marin hjalp ham senere til at få tjeneste ved Ludvig XIVs hof. Sandsynligvis havde Marais allerede lært sig at spille gambe, for da hans stemme i 1672 gik i overgang og han måtte forlade koret fik han undervisning af de mest kendte gambister på sin tid, Nicolas Hotman og den hemmelighedsfulde Monsieur de Sainte-Colombe, og de tog sandsynligvis ikke nybegyndere.
Fra 1676 spillede Marais i Ludvig XIVs petit Choeur efter at Jean-Baptiste Lully anbefalede ham. Opgaven til det lille ensemble var at akkompagnere sangerne.
Lully havde høje tanker om Marais, og han spillede i alle opførelserne af Lullys store operaer, mest i basso continuo-gruppen og vikarierede også for Lully som dirigent. Marais betraktede Lully som sin kompositionslærer og dedikerede sit første bind a Pièces de viole (1686) til ham.
Marais havde nu en sikker indtægt og giftede sig den 21. september 1676 med Catherine Damicourt, datter af en sadelmager. Sammen fik de 19 børn.
Den 1. august 1679 fik Marais patent som joueur de viole de la musique de la Chambre, egenhændig underskrevet af Colbert og kongen, Marais var dermed sologambist i det kongelige kammerorkester. Blandt hans opgaver var at spille gambe for kongen. I 1685 blev han medlem af orkesteret Acadèmie Royale de Musique. På denne tid begyndte Marais at oparbejde sig et ry som en fremragende gambist og komponist, og i 1686 debuterede han som hofkomponist med stor succes. Desværre er denne musik forsvundet.
På anbefaling fra  kongen blev Marais i 1705 udnævnt til leder for orkesteret Acadèmie Royale de Musique efter Andre Campra. Dette gjorde Marais i stand til at opføre sit mesterværk, operaen Alcyone den 18. februar 1706. Marais var orkesterleder frem til 1710.
På sine ældre dage trak Marais sig stadig mere tilbage, og i 1725 opsagde han posten som Gambiste du chambre du Roi.
Nogen af Marais' 19 børn blev musikere, de mest berømte var Vincent (ca 1677–1737), som overtog farens post i 1725, og Roland (ca 1685-1750), som der findes 2 bøger med Pièces de viole efter.